# Ștefan Uroș al IV-lea Dușan al Serbiei
Ștefan Uroș al IV-lea Dușan (în sârbă Стефан Урош IV Душан; n. 26 iulie 1308 – d. 20 decembrie 1355, Districtul Devoll, regiunea Korçë, Albania) a fost regele Serbiei (din 8 septembrie 1331 până  la 20 decembrie 1355), iar titulatura aleasă era de Imperator Raxie et Romanie, dispotus Larte et Blahie comes. Sub conducerea sa, Serbia și-a atins apogeul extinderii teritoriale, Țaratul Sârb fiind unul dintre cele mai mari state din Europa în acea vreme. Titlul său arăta că este conducătorul sârbilor, dar și al vlahilor. Vlahii erau încă o populație numeroasă, răspândită în toate spațiile balcanice ale fostului Imperiu Roman de Răsărit, fiind urmașii cetățenilor romani.
Unii dintre curtenii regelui Ștefan Dečanski, tatăl său, au fost însă nemulțumiți de politicile sale și au conspirat pentru a-l detrona în favoarea fiului său Ștefan Dușan. În 1331, Dușan a venit de la Skadar la Nerodimlje pentru a-l răsturna pe Dečanski, care a fugit la Petrič. La 21 august 1331, Dušan a ocupat cetatea Petrič după un asediu și l-a întemnițat pe tatăl său în Cetatea Zvečan, unde a fost ucis prin sugrumare la 11 noiembrie 1331. 
În 1347 Ioan al VI-lea Cantacuzino, devenit împărat al Imperiului Roman de Răsărit, nu a recunoscut titlul însușit de Dušan. Conform tradiției imperiale romane, în lume nu putea exista decât un singur împărat, ceilalți conducători fiind doar regi.
Stefan Uroš al IV-lea Dušan și Ioan Alexandru al Bulgariei au realizat o alianță, consfințită prin căsătoria regelui sârb cu Elena a Bulgariei, soră a lui Ioan Alexandru, în ziua de Paști din anul 1332.
Coroana sa este păstrată la mănăstirea Cetinje din Muntenegru.